# Безуар, Виктор Александрович
Виктор Александрович Безуар (5 ноября 1841, Николаев, Николаевское и Севастопольское военное губернаторство — не позднее 1918) — русский морской офицер, служил на Черноморском флоте. Начальник штаба Черноморского флота и портов Чёрного моря. Вице-адмирал (1901).

## Биография
Родился 5 ноября 1841 года в Николаеве в семье потомственного дворянина Александра Карловича Безуара.
Виктор 1 января 1856 года вместе со своим младшим братом Николаем был зачислен кандидатом по списку пенсионеров в Черноморскую Штурманскую роту, которая была создана в Николаеве 7 октября 1851 года. 5 ноября 1857 был зачислен в Черноморскую гардемаринскую роту. В период 1858—1859 годов участвовал в плаваниях по черноморским портам на парусно-винтовой шхуне «Абин». 8 марта 1860 произведён в кадеты, 18 мая — в гардемарины и получил назначение в 3-й Сводный флотский экипаж в Николаеве. 1 января 1866 года Высочайшим приказом № 607 по Морскому ведомству мичман Виктор Безуар был произведён в лейтенанты.
Капитан-лейтенант (1879), старший офицер парохода «Эльборус», командир шхуны «Казбек» (1879—1881), командир шхуны «Пицунда» (1882—1883).
Капитан 2-го ранга (1885), командир шхуны «Гонец». Командир канонерской лодки «Кубанец» (2.02.1887-1889). Капитан 1-го ранга (1889), назначен старшим помощником командира Севастопольского порта. Назначен старшим помощником командира порта по хозяйственной части (1890).
Командир крейсера «Память Меркурия» (1892—1894). Командир броненосца «Екатерина II» (декабрь 1894—1896). Командир 32-го флотского экипажа, командир 29-го флотского Его Королевского Высочества герцога Альфреда Кобургского экипажа. Контр-адмирал (14 мая 1896 за отличие).
1 июля 1896 года Высочайшим приказом № 92 по Морскому ведомству он был назначен начальником штаба Черноморского флота и портов Чёрного моря вместо умершего контр-адмирала П. И. Чайковского (1845—1896). В 1901 году председатель комитета директоров Морской Лазаревской библиотеки.
22 августа 1901 года Виктор Александрович был награждён знаком отличия за 40 лет беспорочной службы, а спустя три месяца 19 ноября Высочайшим приказом № 379 по Морскому ведомству он был произведён в вице-адмиралы, с увольнением от службы с мундиром и пенсией.
После выхода в отставку Виктор Александрович проживал в Севастополе, где и скончался не позднее 1918 года. Документов, подтверждающих дату его смерти и место захоронения, не обнаружено.

## Семья
- жена — Олимпиада Анфимовна Безуар,
- сын — Леонид,
- сын — Александр,
- дочь — Лидия,
- дочь — Серафима,
- сын — Василий Викторович Безуар (1887 — 7 декабря 1941) — русский морской офицер, капитан 2-го ранга. Участник Белого движения в Сибири, контр-адмирал[4].